# Liste auf Guadeloupe vorhandener Dampflokomotiven
Dies ist eine Liste erhaltener Dampflokomotiven auf dem Gebiet von Guadeloupe.

## Lokomotiven mit 1460 mm
| Foto | Nummer oder Name        | Bauart / Achsfolge | Hersteller                          | Fabrik-nr. | Baujahr | Historie | Eigentümer / Betreiber / Strecke | Bemerkungen |
| ---- | ----------------------- | ------------------ | ----------------------------------- | ---------- | ------- | -------- | -------------------------------- | ----------- |
|      | Darboussier Sugar No. ? | B                  | Corpet Louvet Et Cie (La Courneuve) | 1659       | 1868    |          | Beauport Pays de la Canne        | [ 1 ]       |

## Lokomotiven mit 1000 mm
| Foto | Nummer oder Name   | Bauart / Achsfolge | Hersteller  | Fabrik-nr. | Baujahr | Historie | Eigentümer / Betreiber / Strecke | Bemerkungen |
| ---- | ------------------ | ------------------ | ----------- | ---------- | ------- | -------- | -------------------------------- | ----------- |
|      | Marchand No. LV210 | B                  | Arnold Jung |            | 1939    |          | Usine du Comté de Lohéac         | [ 2 ]       |